# Anawrahta
Anawrahta (in lingua birmana အနော်ရထာ; IPA: [ənɔ̀ja̰tʰa]; 1015 – 1078) del Regno di Pagan fu il primo sovrano che unificò l'odierna Birmania. Fu anche chiamato Aniruddha, Anoarahtâ o Anoa-ra-htá-soa.
Era figlio di Kunhsaw Kyaunghpyu, che salì al trono di Pagan dopo Nyaung-u Sawrahan ma fu costretto dai figli a diventare monaco. Nel 1044, quando arrivò alla maggiore età, Anawrahta divenne re dopo aver offerto di riprendere il trono al padre, che rifiutò.  
Andò in pellegrinaggio a Ceylon e al ritorno convertì lo Stato dal Buddhismo Ari al Buddhismo Theravada. Nel 1057 conquistò Thaton, nel sud della Birmania, sottomettendo il locale regno dei mon. Dal 1057 al 1059 invase Nanzhao, nella odierna Cina sud-occidentale, per cercare la reliquia del dente di Buddha. Quando tornò, si alleò con gli shan sposando Saw Monhla, figlia del re. Buddhisti dalle odierne regioni dello Yunnan, del Laos, della Thailandia e dell'India, dove il Buddhismo era vietato, vennero a studiare a Pagan dopo che Anawrahta ne aveva fatto il centro del Buddhismo Theravada nel sudest asiatico.